# 岩佐禄郎
岩佐 禄郎（いわさ ろくろう、1879年（明治12年）4月3日 - 1938年（昭和13年）8月3日）は、日本の陸軍軍人。最終階級は陸軍中将。第23代憲兵司令官。士官候補生15期。

## 経歴
新潟県出身。岩佐彦十郎の六男として生まれる。1904年2月、騎兵少尉任官し、日露戦争に従軍。1912年11月、兵科を憲兵に転じ、1918年6月、憲兵練習所を卒業した。
1935年9月、憲兵司令官に就任するが、1936年、二・二六事件が発生し、同年3月、事件の終結後に重謹慎30日の処分が下され待命となり、同年7月、予備役編入となった。

## 二・二六事件
二・二六事件発生直前（2月22日もしくは23日）には、第一師団の満洲派遣前に青年将校たちが事を起こすだろう、と陸軍省の会議で警告した（片倉衷の証言）。
事件発生後、未然に防止することが出来なかったことに責任を痛感し、神経痛のため歩行も不自由な状態で反乱軍の説得にあたろうとしたが、歩哨に追い返され「それでも陛下の軍人か」と涙ながらに叱咤した。事態が終息しないなか、岩佐は参内しようとする首相・岡田啓介に協力し、自らの車に岡田と同乗し宮中へ送り届けることに成功している。その後岡田の首相官邸からの脱出に協力した小坂慶助ら憲兵三名を1936年3月10日に表彰したが、そのことは公表されなかった。

## 年譜
- 1903年（明治36年）11月30日 - 陸軍士官学校卒[7]。
- 1904年（明治37年）2月12日 - 騎兵少尉任官、騎兵第11聯隊附[1][7]。
- 1912年（大正元年）11月 - 憲兵に転科[1]。
- 1925年（大正14年）8月7日 - 陸軍憲兵大佐、大阪憲兵隊長に就任[8]。
- 1929年（昭和4年）3月16日 - 東京憲兵隊長に就任[8]。
- 1931年（昭和6年）8月1日 - 陸軍少将、朝鮮憲兵隊司令官に就任[2][8]。
- 1934年（昭和9年）8月1日 - 関東憲兵隊司令官に就任[2][8]。
- 1935年（昭和10年）8月1日 - 陸軍中将に昇進[2][8]。
  - 9月21日 - 憲兵司令官に就任[2][8]。
- 1936年（昭和11年）3月 - 重謹慎30日の処分に処される[1]。同月23日、待命となる[2][8]。
  - 7月10日 - 予備役編入[2][8]。
- 1938年（昭和13年）8月3日 - 死去。

## 栄典
位階
- 1904年（明治37年）5月17日 - 正八位[9]
- 1905年（明治38年）8月18日 - 従七位[10]
- 1910年（明治43年）9月30日 - 正七位[11]
- 1915年（大正4年）10月30日 - 従六位[12]
- 1920年（大正9年）11月30日 - 正六位[13]
- 1935年（昭和10年）9月2日 - 従四位[14]
- 1938年（昭和13年）8月3日 - 正四位[15]

勲章
- 1934年（昭和9年）2月7日 - 勲二等瑞宝章[16]

## 親族
- 娘婿 戸根木亀之助（陸軍大佐）[1]